# Sati Beg
Sati Beg ou Sati Beg (persan : ساتی بیک, translittération : sātī bīk), née vers 1300, morte vers 1345, est une princesse mongole de la dynastie des ilkhans Houlagides de Perse, fille du huitième ilkhan, Oldjaïtou (r. 1304-1316). 

## Biographie

### Origine familiales et mariages
Sati Beg est la fille d'Oldjaïtou et d'une mère non documentée ; la sœur du neuvième ilkhan Abu Saïd Bahadur (r. 1316-1335) et de Dowlandî Khatun, première épouse de Chupan.
En 1319, elle épouse l'émir Chupan ; de ce mariage, naît un fils, Surgan. 
Veuve en 1328, elle épouse en 1336 l’il-khan éphémère Arpa Ka'on qui meurt dans l’année. 
En 1338, elle est prétendante au trône des ilkhans contre Togha Temür. Le petit-fils de son premier époux, Hasan Kûtchek lui fait épouser son propre candidat au trône Sulayman en 1339. Elle décède après son dernier époux.

### Règne d’Abu Saïd (1316-1335)
Chupan veuf en 1314 de Dowlandî Khatun, fille d’Oldjaïtou, demande en 1319 à Abu Saïd, de lui donner en mariage sa sœur Sati Beg. La noce est célébrée le 6 septembre 1319. 
En 1326/1327, Chupan est en campagne dans le Khorasan ; il a laissé son fils Demachq Khâja à la cour pour le représenter. En août 1327, Demachq Khaja est renversé à la suite d'intrigues de cour et exécuté. Abu Saïd se tourne ensuite contre Chupan et ses autres fils
Après une conciliation ratée, l’armée de Chupan et celle d’Abu Saïd se rencontrent près de Ray. Avant même que la bataille commence, Chupan est abandonné par certains de ses officiers. Il s’enfuit vers le Khorasan, laissant en chemin ses deux épouses, Kordotchin et Sati Beg, et son jeune fils Surgan. Comme Sati Beg est la sœur d’Abu Saïd, il pense que ses épouses peuvent demander la protection de l’ilkhan. En revanche, il emmène avec lui Jela'u Khan, le fils qu’il a eu de Dowlandî Khatun. 
Il se rend à Hérat chez le Kert Ghiyâth al-Dîn auprès duquel il pense trouver un appui. Mais à la demande d'Abu Saïd qui promet à Ghiyâth al-Dîn de lui donner Kordotchin en mariage, Chupan est exécuté ainsi que Jela'u Khan et les officiers qui les accompagnent.

### Règne d’Arpa Ka'on (1335-1336)
Abu Saïd décède sans héritier en 1335. Une lutte pour le pouvoir s’engage entre les prétendants au titre d’ilkhan, certains soutenus par les Chupanides avec à leur tête Hasan Kûtchek (Hasan le petit), d’autres sont soutenus par leurs concurrents les Jalayirides sous les ordres de Hasan Buzurg (Hasan le grand). 
Le Gengiskhanide Arpa Ka'on, descendant d’Ariq Boqa, frère d'Houlagou Khan, est intronisé le 5 décembre 1335 et épouse Sati Beg. 
Delchâd Khâtûn, veuve d’Abu Saïd, enceinte d’un possible héritier, se réfugie à Diyarbakır auprès de son cousin et oncle d’Abu Saïd, Alî Pâdchâh. Sept mois plus tard, elle donne naissance à une fille (18 mai 1336).
Alî Pâdchâh attaque Arpa Ka’on, soutenu par Surgan, fils de Chupan et de Sati Beg. Arpa Ka’on est battu au cours d’un combat confus au bord de la rivière Zarrineh. Il est fait prisonnier à Sultaniya et amené à Ujan où il est remis à l’injouïde Mahmud Chah qui le met à mort (15 mai 1336). Alî Pâdchâh proclame Mûsâ (en) nouvel ilkhan.

### Les il-khans fantoches
Une guerre de succession s'engage alors entre Musa soutenu par Ali Padchah, Togha Temur, soutenu par le gouverneur du Khorasan, Chaykh 'Ali ben 'Ali Qushji, et Muhammad soutenu par Hasan Buzurg, à qui se sont ralliés Sati Beg et Surgan. 
Musa est éliminé par Hasan Buzurg le 10 juillet 1337.
Le chupanide Hasan Kûtchek, resté jusque-là caché en Anatolie, s'efforce alors de rassembler les partisans de son père (Temür Tash) autour d’un esclave turc nommé Qârâ-Jarî qu’il fait passer pour son père. Malgré l’intervention du sultan An-Nâsir pour démasquer l’imposteur, Hasan Kûtchek parvient à fédérer les partisans des Chupanides. Il part de Karahisar à la rencontre des armées de Hasan Buzurg. Les deux armées se rencontrent près de Nakhitchevan en juillet 1338. C’est une victoire pour les Chupanides, à qui se rallient Sati Beg et  Surgan.
Après l’exécution de Muhammad, Qârâ-Jarî essaie de se débarrasser de Hasan Kûtchek. Ses intentions sont découvertes et il s’enfuit rejoindre Hasan Buzurg. 
Hasan Kûtchek place sur le trône Sati Beg et marche contre Hasan Buzurg, croyant qu’il n’a pas eu le temps de reconstituer ses armées après sa défaite. Une négociation aboutit à un accord de partage : Sati Beg et les Chupanides retournent dans l’Arran, l’émir Alaeddin Eretna une partie del’Anatolie echoit à Malek Achraf frère de Hasan Kûtchek, le fils de l’injouïde Charaf ad-Dîn Mahmud se partagent le Fars, le muzaffaride Mubâriz ad-Dîn Muhammad conserve Yazd, Togha Temür règne sur le Mazandaran et le Khorasan.[réf. nécessaire] Hasan Buzurg n’a pas confiance quant à la durée de cet arrangement, il préfère reconnaître Togha Temür comme il-khan. 
Hasan Kûtchek manœuvre pour séparer Togha Temür de Hasan Buzurg. Il promet la main de Sati Beg à Togha Temür en promettant qu’il se dévouerait à son service s’il consentait à combattre avec lui contre Hasan Buzurg. Sati Beg est censée donner son consentement dès qu’il aurait un  écrit de Togha Temür lui assurant son concours. Dès que Hasan Kûtchek reçoit le message de Togha Temür qui l’assure de son aide contre et de son aversion pour Hasan Buzurg, il le fait parvenir à son adversaire en lui soulignant la duplicité de Togha Temür. Ce dernier s’aperçoit trop tard qu’il est tombé dans un piège et perd son titre d’il-khan, il continue néanmoins son règne dans le Khorasan jusqu’à son exécution par des Sarbadârs en 1353. Hasan Buzurg cherche une autre solution, il met sur le trône Jahan Temür un descendant d’Abaqa. De son côté Hasan Kûtchek estime qu’une femme ne peu pas rester sur le trône. Hasan Kûtchek apprend en outre que Sati Beg en veut à ses jours. Il fait tuer plusieurs des officiers de Sati Beg et de son fils Surgan. Il met sur le trône Sulayman et oblige Sati Beg à l’épouser.

### Règne de Sulayman
La brutalité de Hasan Kûtchek le fait haïr par de plus en plus de personnes. Deux de ses  oncles, Surgan et Yagi Basti vont être les premiers à l’abandonner. Le retournement de Surgan est peut-être dû au traitement qu’a dû subir sa mère qui, semble-t-il, est allée se réfugier à Bagdad auprès d’Hasan Buzurg. Surgan s’allie au gouverneur de Diyarbakır dont le territoire vient d’être mis à sac par Hasan Kûtchek. Cette coalition reçoit le soutien du sultan mamelouk Al-Malik an-Nâsir Muhammad. Néanmoins, Hasan Kûtchek parvient à renverser la situation en produisant une lettre qui rend caduc le soutien d’Al-Malik an-Nâsir Muhammad. Le cas de Yagi Basti est plus confus, il se trouve mêlé dans l’imbroglio du Fars où s’affrontent les Chupanides, les Injouïdes et les Muzaffarides. Hasan Kûtchek parvient là aussi à séparer Hasan Buzurg de son nouvel allié. En 1242, Yagi Basti et Malek Achraf saccagent Abar Kûh et s'apprêtent à marcher vers Chiraz lorsqu’ils apprennent la mort d’Hasan Kûtchek le 15 décembre 1343. Ce meurtre n’a été découvert que trois jours plus tard, tellement on le craignait. La meurtrière, l’épouse d’Hasan est immédiatement tuée et son corps mis en pièces est dévoré par des chiens. Hasan a été discrètement enterré dans un mausolée à Tabriz. Personne ne s’est inquiété de son absence. La mort d’Hasan Kûtchek provoque une nouvelle lutte pour le pouvoir. C’est son frère Malek Achraf qui l’emporte en éliminant ses oncles. 
Sulayman Khan se replie au Karabagh et fait appel à Malek Achraf et à son oncle Yagi Basti. Tous deux se retrouvent à Tabriz. Surgan qui vient de s’évader de la forteresse de Karahisar où il a été enfermé par Hasan Buzurg, vient se joindre à eux. Sulayman Khan s’inquiète de ce regroupement de la famille chupanide il préfère se replier à Diyarbakır. Les trois alliés ne tardent pas à se quereller. Yagi Basti et Surgan se liguent contre leur neveu Malek Achraf qui les combat victorieusement près d’Anamur. Après cette victoire Malek Achraf met sur le trône un prince nommé Anushkirwan qui prend le titre d’Adil (juste) .
Le sort de Sati beg et de Sulayman Khan après ces évènements n’est pas connu. Une monnaie est frappée au nom de Sati Beg à Hasankeyf (Hisn Kayfa) et une au nom de Sulayman Khan à Diyarbakır en 745 A.H. (1344). Sati Beg est probablement décédée vers 1345 après Sulayman Khan.